# ألان باور
ألان باور (بالإنجليزية: Alan Power) (23 يناير 1988 بدبلن في جمهورية أيرلندا - ) هو لاعب كرة قدم أيرلندي في مركز الوسط. لعب مع روشدين ودايموندز ونادي هارتلبول يونايتد ونوتينغهام فورست ولينكولن سيتي أف سي وغرايز أتلاتيك ‏.

## وصلات خارجية
- ألان باور على موقع قاعدة بيانات كرة القدم.إي يو (الإنجليزية)
- ألان باور على موقع Soccerbase.com (لاعب) (الإنجليزية)
- ألان باور على موقع Soccerway.com (الإنجليزية)